# Memba
Memba es una villa y también uno de los veintiún distritos que forman la provincia de Nampula en la zona septentrional de Mozambique, región fronteriza con las provincias de Cabo Delgado de Niassa y de Zambezia. Región ribereña del océano Índico.
La sede de este distrito es la villa de Memba.

## Características
Distrito localizado al nordeste de la provincia.
Limita al norte con la provincia de Cabo Delgado, distrito de Mecufi; 
al sur con el de Nacala la Vieja; 
al este con el océano Índico;
y al oeste con los distritos de Eráti y de Nacarôa.
Tiene una superficie de 3786 km² y según datos oficiales de 1997 una población de 188 992 habitantes, lo cual arroja una densidad de 41,5 habitantes/km². En el año de 2005 contaba con una población de 227 134 habitantes.

## División administrativa
Este distrito formado por siete localidades, se divide en cuatro puestos administrativos (posto administrativo), con la siguiente población censada en 2005:
- Memba, sede y 143 608 (Cava, Miaja y Niaca).
- Chipene, 21 032.
- Lurio, 16 121.
- Mazue, 46 373.